# Moe, Victoria
Moe, Victoria là một thành phố trong bang Victoria, Úc. Thành phố có dân số người (năm 2010). Thành phố có cự ly cách thủ phủ bang Melbourne km.